# 福島第一廃炉推進カンパニー
福島第一廃炉推進カンパニーは、東京電力が2014年4月に設置した社内分社である。福島第一原子力発電所事故後の廃炉・汚染水対策を担当する。
廃炉安全品質室、廃炉コミュニケーションセンター（福島県）、プロジェクトマネジメント室、廃炉情報・企画統括室・廃炉資材調達センター、廃炉技術開発センター（東京都）・福島第一原子力発電所の7組織が設けられ、廃炉作業に従事する。
- 最高責任者（CDO）
  - 小野明 - 東京電力出身、元原子力損害賠償・廃炉等支援機構執行役員
- バイスプレジデント（2025年3月[2]）
  - 田南達也 - 東京電力出身
  - 梶山直希 - 日立製作所出身（出向）
  - 高松樹
  - 阿部俊一 - 東京電力出身
  - 阿部守康
- 過去のバイスプレジデント
  - 大野公輔[3] - 東京電力出身 兼福島第一原子力発電所長
  - 坂井毅志[要出典] - 日本原子力発電出身（出向）